# 钢巴特尔·阿伦巴特尔
钢巴特尔·阿伦巴特尔（Ganbaatar Ariunbaatar，1988年—）蒙古国乌兰巴托人，蒙古国男中音歌唱家。

## 生平
1988年，阿伦巴特尔出生在乌兰巴托以西的游牧部落。长大后，他进入蒙古文化艺术大学学习两年，2010年毕业。2005年至2010年在蒙古文化艺术大学学习期间，师从O. Ichinkhorloo教授。随后他在乌兰巴托当交通管理员，直至2014年加入俄罗斯乌兰乌德的布里亚特国立学术歌剧芭蕾舞剧院担任独唱演员。
2011年，在俄罗斯莫斯科举行的第24届格林卡国际声乐比赛中，他获授“最佳男中音”及“帕威尔·利西齐安（Pavel Lisitsian）”奖。2012年获蒙古国“最优秀歌唱家”奖。2014年获莫斯科第3届穆斯利姆·马戈马耶夫（Muslim Magomaev）国际声乐比赛第一名。2015年，在第15届柴可夫斯基国际音乐比赛中获得声乐组金奖。2016年，获蒙古国总统查希亚·额勒贝格道尔吉在国家宫颁发成吉思汗勋章。在2017年英国广播公司卡迪夫世界歌手大赛中获得最佳世界歌手奖，演唱的歌曲《Mongoliin tal nutag》荣获最佳歌曲奖。